# Comuna Roșia, Bihor
Roșia (în maghiară: Biharrósia) este o comună în județul Bihor, Crișana, România, formată din satele Lazuri și Roșia (reședința).

## Acces
Geografic este așezată în nordul Țării Beiușului, la poalele Munților Pădurea Craiului, pe cursul inferior al râului Valea Roșie.Orașele cele mai apropiate sunt Beiuș la 18 km și Oradea la 70 km.
De la Oradea spre Cluj  accesul cu mașina  se face pe E 60 până în Borod, iar apoi pe drumul județean 764 D, care trece prin Bratca si Damiș, până la Cantonul Albioara. De aici la stânga pe un drum pietruit care urcă până pe platoul Runcuri.  
De la Beiuș accesul este pe DJ 764, prin Remetea, până la Cantonul Albioara, apoi la dreapta spre platoul Runcuri.

## Demografie
Componența etnică a comunei Roșia
     Români (97,55%)
     Alte etnii (0,04%)
     Necunoscută (2,41%)
Componența confesională a comunei Roșia
     Ortodocși (83,41%)
     Penticostali (13,48%)
     Alte religii (0,35%)
     Necunoscută (2,76%)
Conform recensământului efectuat în 2021, populația comunei Roșia se ridică la 2.285 de locuitori, în scădere față de recensământul anterior din 2011, când fuseseră înregistrați 2.384 de locuitori. Majoritatea locuitorilor sunt români (97,55%), iar pentru 2,41% nu se cunoaște apartenența etnică. Din punct de vedere confesional, majoritatea locuitorilor sunt ortodocși (83,41%), cu o minoritate de penticostali (13,48%), iar pentru 2,76% nu se cunoaște apartenența confesională.

## Politică și administrație
Comuna Roșia este administrată de un primar și un consiliu local compus din 11 consilieri. Primarul, Remus-Florin Moțiu[*], de la Partidul Național Liberal, este în funcție din octombrie 2020. Începând cu alegerile locale din 2024, consiliul local are următoarea componență pe partide politice:
|  | Partid                    | Consilieri | Componența Consiliului | Componența Consiliului | Componența Consiliului | Componența Consiliului | Componența Consiliului | Componența Consiliului | Componența Consiliului | Componența Consiliului |
|  | ------------------------- | ---------- | ---------------------- | ---------------------- | ---------------------- | ---------------------- | ---------------------- | ---------------------- | ---------------------- | ---------------------- |
|  | Partidul Național Liberal | 8          |                        |                        |                        |                        |                        |                        |                        |                        |
|  | Partidul Social Democrat  | 2          |                        |                        |                        |                        |                        |                        |                        |                        |
|  | Tipea Ionuț-Alexandru     | 1          |                        |                        |                        |                        |                        |                        |                        |                        |

## Istoric
Comuna Roșia este atestată documentar din anul 1445 .

## Turism
Comuna  este așezată într-o zonă carstică, care adăpostește una dintre cele mai mari peșteri din România  Peștera Ciur-Ponor  .
Cheile Albioarei, Arhivat în 24 iunie 2021, la Wayback Machine. traseu recomandat .
Via Ferarta din Cheile Cuțilo
Pestera cu Cristale din Mina Farcu,  Peștera Roșie, Cheile Lazurilor  traseu recomandat de Serviciul Salvamont.
Peștera Ciur – Izbuc, Peștera Doboș (Sunt accesibile numai cu aprobarea custozilor și însoțiți de ghizii TCE),
Alte obiective turistice : Defileul Crișului Repede - Pădurea Craiului (sit de importanță comunitară inclus în rețeaua europeană Natura 2000 în România), Peștera Vacii, Peștera Meziad, Peștera Grueț, Peștera  Albă, Izbucul Roșiei, Moara de apa de la Rosia.